# Rimini (film)
Rimini è un film del 2022 diretto da Ulrich Seidl. Il film è stato presentato in concorso al Festival di Berlino 2022.

## Trama
Richie Bravo, vecchia gloria della musica melodica, sbarca il lunario cantando per i turisti attempati in una Rimini fuori stagione con gli hotel semivuoti, giocando d'azzardo e prostituendosi con delle anziane fan. Dopo la morte della madre, torna in Austria a casa dei suoi genitori. Un giorno riceve la visita di sua figlia abbandonata quando era ancora bambina, che viene a chiedergli del denaro e gli presenta il conto della sua assenza, ma il personaggio chiave del film è il padre di Richie: veterano di guerra, imprigionato in una casa di cura dopo la scomparsa della moglie, canta in preda alla demenza vecchi inni nazisti.

## Produzione
Le riprese, effettuate in 85 giorni tra la primavera 2017 e la primavera 2018 tra Austria, Italia, Romania e Germania, erano destinate a un film più lungo che avrebbe dovuto chiamarsi Evil Games e raccontare in parallelo le storie di due fratelli. In seguito, in fase di montaggio, il regista decise di scindere le storie realizzando contemporaneamente due film: il primo, Rimini appunto, incentrato sulla figura di Richie, il secondo, Sparta, con protagonista suo fratello Ewald.   

## Distribuzione
Il film è stato distribuito nei cinema austriaci a partire dall'8 aprile 2022, mentre in Italia è stato distribuito nelle sale cinematografiche italiane a partire dal 25 agosto 2022.